# Cemil Turan
Cemil Turan (* 30. listopadu 1946, Istanbul) je bývalý turecký fotbalový útočník a reprezentant.

## Klubová kariéra
V Turecku hrál za kluby Sarıyer SK, İstanbulspor a Fenerbahçe SK.

Se 120 vstřelenými ligovými góly je členem klubu 100'LER KULÜBÜ sdružujícího fotbalisty se 100 a více nastřílenými ligovými brankami.
Celkem třikrát se stal v dresu Fenerbahçe nejlepším střelcem turecké nejvyšší fotbalové ligy:
- v sezóně 1973/74 vstřelil 14 gólů
- v sezóně 1975/76 vstřelil 17 gólů (společně s Ali Osmanem Renklibayem z Ankaragücü)
- v sezóně 1977/78 vstřelil 17 gólů

## Reprezentační kariéra
V A-týmu Turecka debutoval 17. 1. 1969 v přátelském utkání v Rijádu proti týmu Saúdské Arábie (výhra 2:1).
Celkem odehrál v letech 1969–1979 v tureckém národním týmu 44 zápasů a vstřelil 19 branek.